# Человек войны (телесериал)
«Человека войны» — российский 12-серийный сериал 2005 режиссёра Алексея Мурадова.

## Сюжет
По мотивам романа Юрия Колесникова «Лабиринты тайной войны», но и прямо на площадке в сценарий дописывались сцены на около 40 % фильма.
Великая Отечественная война. Разведка одного из партизанских отрядов в Западной Белоруссии получает сведения о наличии на контролируемой им территории немецких складов с химическим оружием. Центр направляет для выяснения ситуации спецгруппу майора госбезопасности Сёмина, в которую входит опытная разведчик-нелегал Лида Эйзеншмитте которой предсоит завербовать высокопоставленного немецкого разведчика Курта Шиммеля.

## В главных ролях
- Агнесса Зелтыня — Лида Эйзеншмитте
- Сергей Юшкевич — Курт Шиммель
- Дмитрий Персин — Тимофей Будник
- Дмитрий Ратомский — Гаврилов
- Олеся Поташинская — Наташа Алисова
- Леонид Окунев — Фокеич
- Виктор Проскурин — майор госбезопасности Сёмин
- Никита Прозоровский-Семёнов — Морозов, доктор
- Владимир Большов — Цыкин
- Николай Мерзликин — Шмаков, командир партизанского отряда
- Иван Мацкевич — комиссар партизанского отряда
- Денис Карасёв — Петр Котельников
- Юлия Кадушкевич — Галя Соловьёва
- Алексей Шлямин — Фогель
- Александр Леньков — Урбан
- Евгений Атарик — Стожаров
- Анатолий Терпицкий — Сыромолов
- Валерий Иваков — Иверень
- Юрий Вутто — Вернер
- Николай Юшкевич — Вичке
- Роман Крюков — Василий Будник
- Владимир Золотухин — Яков Сергеевич
- Любовь Зайцева — Верка, повариха
- Татьяна Жукова-Киртбая — мать Верки

В эпизодах:
- Зоя Белохвостик
- Александр Брухацкий
- Виталий Быков
- Анатолий Гурьев
- Ольга Иванова
- Артур Ильиных
- Олег Корчиков
- Оксана Лесная
- Анна Хитрик
- Василий Молодцов
- Михаил Петров
- Станислав Концевич

## Место съёмок
Режиссёр Алексей Мурадов в 2019 году, уже сняв ряд заметных сериалов на военную тему ("Жуков", «Истребители»), говорил в инетрвью, что считает сериал «Человек войны» своим самым удачным сериалом.
Одна из ранних работ где он получал опыт, кроме главных режиссерских задач учился работать с массовкой, с оружием, военными, с постановкой батальных сцен.
Операторски фильм полностью снятый на стэдикам:

Вопреки обычной практике сериального производства «Человек войны» снимался на кинопленку. Оператор Роберт Филатов за весь период съемки ни разу не поставил 60-килограммовую камеру на штатив. Это притом что в картине много длинных, более чем семиминутных планов.
На главные роли режиссёр пригласил «нераскрученных» актеров, и по его мнению, Агнесса Зелтыня и Сергей Юшкевич справились со своими ролями блестяще.
Исполнитель главной роли актёр Сергей Юшкевич, сыгравший более 90 ролей в кино и сериалах, отмечал что эта — редкая главная для него роль — сыграла важную роль в его жизни.

Очень большую! У меня там тоже главная роль. И хотя я играл нациста, к которому, естественно, не могло быть особой симпатии, мы создавали образ человека, для которого война стала сутью жизни. Для него смысл жизни — момент активного столкновения.

## Показ
Первый показ состоялся на российском канале НТВ в апреле 2005 года, но из-за низких рейтингов сериал не был показан до конца, один из продюсеров сериала так прокомментировал это:

«Человек войны». Считаю, что это один из лучших фильмов, которые я делал. НТВ сняло его с эфира, показав лишь восемь серий из двенадцати, потому что был невысокий рейтинг. Это настоящий фильм о войне. Но оказалось, что телевидению такие не нужны. Там востребованы приключенческие фильмы о войне.— продюсер сериала Глеб Шпригов, газета «Советская Белоруссия»
В 2008 году сериал был показан на белорусском канале «ЛАД».

## Критика
Киновед Александр Шпагин, рассматривая современные фильмы про войну, выделял этот сериал среди снятых в своё время:

В конце 90-х — начале 2000-х появились замечательные картины, показывающие войну, как хаос, как страшную трагедию, которая разрушает мир личности и превращает человека или в марионетку, или в некоего персонажа ада. Это были фильмы «Свои», «Штрафбат», «Кукушка», замечательный сериал Алексея Мурадова «Человек войны».